# Elizabeth Benger
Elizabeth Benger, baptisée le 15 juin 1775 à West Camel (Somerset) et morte le 9 janvier 1827 à Londres, est une féministe anglaise, biographe, romancière, linguiste et poétesse.

## Biographie
Fille du commerçant John Benger, qui devient commissaire de la Royal Navy, elle vit avec sa famille à Chatham, dans le Kent, jusqu'en 1797. Au cours de sa prime jeunesse, elle se passionne pour la littérature. Devant l'évidence des dons de sa fille, son père l'autorise, à l'âge de douze ans, à fréquenter une école de garçons du Kent pour apprendre le latin. Après la mort de son père en 1796, la famille déménage à Devizes, dans le Wiltshire, puis à Londres en 1802, où Elizabeth Benger fait la connaissance de plusieurs écrivains, dont les romancières Jane et Anna Maria Porter, la poétesse Caroline Champion de Crespigny, ancienne maîtresse de Lord Byron, et l'actrice et dramaturge Elizabeth Inchbald.
D'abord tentée par le théâtre, elle ne concrétise jamais sa carrière de dramaturge, mais réussit à se faire un nom dans la poésie engagée avec la publication du poème The Abolition of the Slave Trade (1809). Après deux romans qui n'obtiennent aucun succès, elle se lance dans les biographies de  grandes figures féminines de l'Histoire.
Elle a également traduit en anglais depuis l'allemand des lettres de Friedrich Gottlieb Klopstock.

## Œuvre

### Romans
- Marian (1812)
- The Heart and the Fancy, or Valsinore (1813)

### Biographies
- Memoirs of the Life of Anne Boleyn, Queen of Henry VIII (1821)
- Memoirs of the Life of Mary Queen of Scots (1823)
- Memoirs of Elizabeth Stuart, Queen of Bohemia, daughter of King James the First. Including sketches of the state of society in Holland and Germany, in the 17th century (1825)

### Poésie
- Poems on the Abolition of the Slave Trade (1809), en collaboration avec James Montgomery et James Graham (lire en ligne)